# Ambrosio José de la Cuesta y Saavedra
Ambrosio José de la Cuesta y Saavedra (Sevilla, 7 de abril de 1653 – 1707), canónigo de la Catedral de Sevilla, polígrafo, bibliógrafo y archivero español.

## Biografía
Fue bautizado en la  parroquia de la Magdalena de Sevilla el 17 de abril. Racionero y canónigo de su catedral, fue archivero de la Biblioteca Capitular y elaboró el esbozo de una Novissima scriptorum Hispanorum post Bibliothecam Hispanam... (1701) destinada a corregir y ampliar la obra de Nicolás Antonio, para lo cual conocía bien además la Biblioteca Colombina. La obra hace referencia a unos setecientos autores y él mismo acumuló una copiosa biblioteca rica en manuscritos y copias de obras valiosas. 
- Datos: Q5672193